# Academia Militar de Honduras General Francisco Morazán
La Academia Militar de Honduras General Francisco Morazán es una escuela militar creada el 1 de abril de 1952, mediante Acuerdo EM N.º 511 siendo el instituto de formación militar más prestigioso de ese país centroamericano.
Lleva en honor el nombre del paladín unionista General Francisco Morazán.

## Objetivo
Ideada para superar a la Escuela Militar de Honduras esta nueva escuela ofrecía la mejor calidad de los oficiales que habían sido pupilos y compañeros de armas de aquellos militares históricos de principios del siglo XX y que habían forjado una buena disciplina militar, valor y entereza para defender a la patria.
La educación militar básica tiene como principal objetivo la de contribuir a la eficacia y a la eficiencia de las Fuerzas Armadas a través de la formación, capacitación, especialización, entre otros, y de esta manera poder contribuir con el desarrollo integral y continuo de las capacidades intelectuales y físicas de los miembros de la institución castrense. Un aspecto importante es que la educación militar básica está orientada a cooperar en la consolidación de la seguridad, la defensa integral de la nación y la participación activa de unas Fuerzas Armadas modernas. Los estudiantes de las escuelas militares básicas reciben diversos beneficios por contribuir con su responsabilidad interés y motivación y de esta manera formar nuevos líderes.

## Generalidades de la escuela militar
Durante la presidencia del doctor y general Juan Manuel Gálvez es ordenada la creación de la Escuela militar de Honduras General Francisco Morazán y con fecha 1 de abril de 1952 mediante Acuerdo EM N.º 511, en el documento se establecía la fusión de las escuelas militares existentes en el país, la Escuela de Cabos y Sargentos y la Escuela Básica de Armas para dar paso a la presente escuela que empezó sus funciones en el Cuartel San Francisco mediante Acuerdo No.512 emitido el 22 de marzo del mismo año y su primer director fue el Teniente Coronel de infantería Antonio Molina Ortiz.

Tegucigalpa, D.C., marzo 22 de 1952
ACUERDO E.M.H. No. 94
Por razones del servicio y falta de locales adecuados,
EL PRESIDENTE CONSTITUCIONAL DE LA REPUBLICA,
ACUERDA:
1º Que el personal de Oficiales, Clases y Tropa de la Escuela de Aplicación del Ejército, Escuela de Cabos y Sargentos; y, Escuela Básica de Armas, se reunan organizándose en un solo Cuerpo; y,
2º Que dicho Cuerpo lleve por nombre Escuela Militar “GENERAL FRANCISCO MORAZAN”.
COMUNIQUESE,
El Secretario de Estado en los Despachos de Guerra, Marina y Aviación, por la Ley,
Tegucigalpa, D.C., marzo 22 de 1952.

El 22 de marzo de 1952 la Ministerio de Guerra, Marina y Aviación mediante Acuerdo n.º 94, ordena que la Escuela de Aplicación para Oficiales pasó a formar parte en forma definitiva de la Escuela Militar y comenzó a funcionar el 20 de mayo de ese mismo año, con la instrucción militar recibida se crearon Compañía de Fusileros, Batería “A” de Artillería y curso de Aplicación para Clases.

ACUERDO E.M. No. 512
EL PRESIDENTE CONSTITUCIONAL DE LA REPUBLICA,
ACUERDA
Nombrar, a partir del 1º de abril entrante, el personal que formará la Plana Mayor de la Escuela “GENERAL FRANCISCO MORAZAN” de esta capital, en la forma siguiente:
Director Cap. José López Aguilar
Jefe del Curso de Aplicación para Oficiales Cap. Carlos Corea Fiallos
Jefe del Curso de Aplicación para Clases Cap. Isidoro Martínez
Comandante de la Compañía de Fusileros Cap. Juan Pablo Silva S.
Comandante de la Compañía de Ingenieros Cap. Rubén Villanueva D.
Comandante de la Batería de Artillería Cap. Armando Flores Carías
Teniente, Secretario de la Dirección Tte. Cecilio Castro
Sargentos Técnicos, Escribientes: Sgto. T. Heberto Cruz… Sgto. T. Pablo Manuel García
S-1 Cap. Alonzo Flores Guerra
S-2 Cap. Luis Alonzo Orellana
S-3 Cap. Fermín Ramírez Landa
S-4 Cap. Guillermo Gálvez
Sub-Teniente, Ayudante S-4 Sub- Tte. José de la Cruz Hernández
Sub-Teniente, Guarda Almacén de Guerra Sub-Tte. Abraham García Turcios
Sargento Técnico, Contador P.M. Aníbal Suazo B.
Los nombrados devengarán los sueldos asignados en el Acuerdo E.M. No. 511, de esta misma fecha.
COMUNIQUESE,
El Secretario de Estado en los Despachos de Guerra, Marina y Aviación, por la Ley,.

Un 1 de mayo de 1955, por Acuerdo EMN N.º 396 de fecha previa 27 de abril de 1955, fue nombrado como Director de la Escuela militar “General Francisco Morazán”, el General de infantería Roque Jacinto Rodríguez Herrera en sustitución del Teniente Coronel Antonio Molina Ortiz. Durante la celebración del 3 de octubre de 1955, el presidente señor Julio Lozano Díaz entregó el estandarte al Primer Batallón de Infantería, unidad que había sido fundada el 20 de julio de 1954.
La Escuela Militar continuó su funcionamiento normal hasta el 26 de junio de 1956, fecha en que, por Acuerdo N.º 1591 el Jefe Supremo del Estado P.M. Don Julio Lozano Díaz, autorizó la Educación Secundaria en Ciclo Común y  Bachillerato, sujetándose a las leyes del ramo de Educación Pública.
La Escuela Militar continuó su funcionamiento normal hasta el 26 de junio de 1956 fecha en que, por Acuerdo N.º 1591 el presidente de la república, contable Julio Lozano Díaz, autorizó la Educación Secundaria en Bachillerato, sujetándose a las leyes del ramo del Ministerio de Educación Pública.
9 de noviembre de 1956, la Junta Militar de Honduras 1956-1957, conformada por el General de infantería Roque Jacinto Rodríguez Herrera, Coronel Héctor Caraccioli Moncada y Mayor Roberto Gálvez Barnes, mediante Acuerdo E.M.H. N.º 144, se nombra como Director de la Escuela Militar “General Francisco Morazán” al Capitán José Fausto Agüero.
21 de enero de 1957, se realizó en la Escuela Militar, la ceremonia militar en la cual fueron entregados sus despachos a 46 oficiales de las Fuerzas Armadas, que por sus capacidades fueron promovidos en su grado.
1 de febrero de 1957, mediante acuerdo EM N.º 164, “General Francisco Morazán”, se nombró como Director al Mayor José Fausto Agüero, se creó la primera Compañía de Caballeros Cadetes, siendo su primer Comandante el Teniente de Infantería Carlos Villanueva Doblado, graduado en la Escuela Militar de El Salvador.
Los requisitos de admisión que se establecieron fueron los siguientes: 1. Edad mínima de 13 años y no mayor de 18. 2. Nacionalidad Hondureña. 3. Solteros y no haber estado casados. 4. Estatura no menor de 155 cm. 5. Gozar de buena salud, y 6. Haber cursado y aprobado los 3 primeros años de educación secundaria.
Se dieron alta 123 aspirantes, 5 de los cuales desertaron quedando 118 cadetes.
19 de diciembre de 1957, durante la administración presidencial y constitucional del doctor Ramón Villeda Morales, fue emitida la Constitución de la República, dándole a la Escuela Militar, carácter constitutivo, según el artículo 333 que a la letra dice: “En la Escuela Militar de Honduras se educarán los Caballeros Cadetes aspirantes a Oficiales de las Fuerzas Armadas. La Secretaría de Defensa tendrá a su cargo la organización de dicha escuela y cubrirá los gastos que requiera su funcionamiento”.
El 12 de julio de 1959, el presidente constitucional de la república doctor Ramón Villeda Morales sufre un intento de "Golpe de estado" perpetrado por el Coronel de infantería Armando Velásquez Cerrato quien al mando de un contingente fuertemente armado se hace de varias postas policiales de la ciudad de Tegucigalpa, bajo supuesto respaldo de Oswaldo López Arellano; asimismo Velásquez Cerrato toma bajo control las instalaciones del Cuartel San Francisco y la Academia Militar de Honduras General Francisco Morazán que estaba bajo dirección del Mayor de artillería José Fausto Agüero. El alzamiento duro poco, siendo catálogado como una rebeldía del mando subordinado castrense. Por orden de la Jefatura de las Fuerzas Armadas de Honduras, fue designado Director interino el Capitán de Infantería Carlos Villanueva Doblado, quien fungió desde el 1 de agosto de 1959 hasta el 1 de enero de 1960; siendo sustituido por el Teniente Coronel Roberto Palma Gálvez.
21 de marzo de 1960, egresó la primera promoción de Subtenientes de Infantería y Bachilleres en Ciencias y Letras, siendo un total de 31 nuevos Oficiales. La promoción de Subtenientes llevó el nombre de General Francisco Morazán y la de bachilleres Promoción Pompilio Ortega.
Julio de 1969 la república de El Salvador y Honduras entran en conflicto bélico, conocido como Guerra del Fútbol o de las Cien Horas, el presidente salvadoreño da la orden de invadir Honduras; el jefe de Estado hondureño general Oswaldo López Arellano al mando de su Estado Mayor, ordena la defensa del país y la movilización de tropas a la frontera honduro-salvadoreña, algunos suboficiales egresados de la presente escuela militar, tiene el honor de servir a la patria enfrentándose al enemigo invasor.
22 de diciembre de 1970, los graduados de la Academia y de la X promoción fueron quince jóvenes suboficiales, entre ellos Mario Antonio Ardón Aguilar y Alfonso Tarso de León Maldonado ambos de nacionalidad guatemalteca, lográndose así la internacionalidad de la calidad del centro educativo.
3 de febrero de 1978, el director de la Escuela Militar Coronel de Infantería Efraín Lisandro Muñoz y el Rector de la Universidad Nacional Autónoma de Honduras Abogado Jorge Arturo Reina, firmaron un convenio educacional para brindar a los Caballeros Cadetes una formación científica y humanística en los campos de Ingeniería y Administración a través de 19 materias que se impartirían en la Escuela Militar.
3 de octubre de 1982, en su XXV aniversario fue inaugurado el monumento a la Bandera Nacional, para los actos estuvieron presentes el presidente constitucional de la república doctor Roberto Suazo Córdova, el Jefe de las Fuerzas Armadas de Honduras, General de brigada Gustavo Adolfo Álvarez Martínez, el Jefe del Estado Mayor Conjunto Coronel de infantería José A. Bueso R. el director de la Academia Militar Coronel de infantería Marco Antonio Rosales Abella.
15 de diciembre de 1994 bajo la Dirección del Coronel de Infantería Marco Antonio Bonilla Reyes y el Rector de la Universidad Nacional Autónoma de Honduras doctor René Sagastume en el Consejo Universitario según Acuerdo N.º 271-94 se aprueba el plan de estudios de la carrera en Administración Militar con Orientación en Administración de Empresas, posteriormente fue enviado a la Dirección de Docencia para su revisión y análisis para determinar su aprobación final. No obstante fue hasta el 26 de octubre de 1995 mediante acuerdo N.º 146-95 que se aprobó la Orientación en Administración Agropecuaria.
En 1994 fue nombrado el General Mario Raúl Hung Pacheco para sustituir al General de división Luis Alonso Discua Elvir, provocando un cisma entre las promociones XII y XIII, que aspiraban a conducir los destinos de las Fuerzas Armadas de Honduras.
16 de enero de 1998, la Academia Militar, bajo la Dirección del Coronel Héctor Leonel Pavón López, registra el ingreso de la primera promoción de señoritas, 32 en total, Aspirantes a Cadetes, siendo Comandante del Cuerpo de Cadetes el Capitán Raynel Funes Ponce; en el año 2001 egresó la primera promoción de Subtenientes que estaba conformada por Caballeros y Señoritas.
En 2007 se celebran los cincuenta años de la Academia militar.
Para 2011 el centro militar cuenta con veinte estudiantes femeninas, en fecha 7 de diciembre de 2011, 79 cadetes fueron graduados en Honduras, siendo 49 subtenientes de la Academia Militar de Honduras.

## Requisítos y procedimiento de ingreso
Para ser alumnos los candidatos, deben ser hondureño/hondureña por nacimiento e hijos de padres hondureños. Tener una edad no mayor de 22 años. Ser soltero y haberlo sido. Tener una estatura de 1.68 para caballeros y 1.65 para señoritas. Aprobar los exámenes de admisión físico, médico y psicológico. Presentar hoja de antecedentes penales por el Juzgado competente.
El listado de los jóvenes admitidos es publicado en el portal oficial de la Academia Militar.

## Programa de estudio
Los estudiantes son plenamente capacitados y preparados para una buena carrera militar, donde adquiere también una educación media y superior. Uno de los aspectos fundamentales del entrenamiento-mantenimiento-operaciones, es que este gira alrededor de tres componentes principales como: El físico, Militar y Ético.
Las instalaciones de la escuela militar también ofrecen mejores disposición y están más actualizadas en comparación con otras escuelas normales. Perfecciona, refina, a los estudiantes para convertirlos en futuros líderes. Fomenta el amor al país y el respeto de todas las personas.
Un cadete saldrá con el rango de subteniente, en su apogeo estarán su honor, su valor y su entrega a la patria al respeto y subordinación de la constitución.
| Años de estudio | Grado   |
| --------------- | ------- |
| 1° - 2°         | Cadete  |
| 3° año          | Clases  |
| 4° año          | Alférez |

## Heráldica
Los estudiantes de la academia militar llevan en su uniforme un logo de su monograma, que los representa dignamente y les recuerda la entereza de sus estudios, el sacrificio y los cuales significan, lo siguiente:
- LA ANTORCHA: Es fuente de luz, del sentido común y el conocimiento eterno para afrontar los retos de la vida.
- EL FUSIL: Simboliza la preparación militar que ofrece la Academia, el espíritu militar, la disciplina, el sacrificio, la rectitud, el pundonor y el deber de la hidalguía del cadete.
- LA PLUMA DE AVE: Significa la formación académica en el campo científico, técnico, administrativo y humanístico e invita a la dedicación, cóndores en ascensión al infinito y procure la formación de su personalidad.
- LOS TRES BLASONES: Antorcha, Fusil y Pluma representan en su conjugación, la unidad y la armonía el esfuerzo común y el fin cultural de la Academia Militar.
- EL LAUREL: Simboliza el triunfo y la gloria, el llamamiento constante del cumplimiento del deber.
- LA CINTA QUE LOS ATA: Representa la fuerza de voluntad y la perseverancia para alcanzar los anhelos y llegar a la meta propuesta de los estudios.

## Himno de la AMHGFM
I

Vibren siempre gloriosos clarines 

y redoble feliz el tambor 

y la Patria en sus vastos confines 

será un coro inmortal en su honor. 

II

No tenemos temor a la muerte 

El cadete a la Patria venera 

y defiende tenaz su bandera 

con su sangre y su vida inmortal. 

III

Morazán escribió nuestra historia 

y dichoso de ser Hondureño 

impregno con su sangre sus sueños 

y murió como un Dios por su ideal.

## Decálogo
El estudiante de la academia militar debe aprenderse el siguiente decálogo que regirá sus estudios y su vida profesional:
1. Soy un cadete de la AMHGFM anhelo de muchos privilegios y honor de pocos.
2. Mi inspiración Morazán, mi fortaleza moral Dios, mi motivación Honduras.
3. Acepto conscientemente la subordinación
4. la constitución y a las leyes y reglamentos militares que nos rigen.
5. Reconozco que nuestra base institucional se fundamenta en la trilogía lealtad, honor y sacrificio.
6. Admito que la disciplina es el elemento fundamental de toda organización y la acepto como norma inquebrantable de mi conducta.
7. Declaro que mi Patria es y será mi razón de ser, verla libre mi ideal, morir por ella mi honra.
8. Prometo sublimar el nombre de mi Academia Militar mediante la fuerza del músculo, la superación del intelecto y la exaltación de las virtudes.
9. Declaro que estoy dispuesto al máximo sacrificio si es preciso para honrar a mi Academia Militar, al Ejército y mi Patria.
10. Guardare permanentemente culto al honor y la verdad y su práctica será una norma invariable en mi conducta.
11. Estoy orgulloso de ser cadete legítimo heredero de las glorias Morazánicas y de cumplir con mi decálogo de honor.

## Directores
La Academia Militar de Honduras ha tenido los siguientes directores:
| Grado                              | Director                        | Periodo                       |
| ---------------------------------- | ------------------------------- | ----------------------------- |
| Teniente coronel                   | Antonio Molina Ortiz            | 1952 - 1954                   |
| General de división                | Roque Jacinto Rodríguez Herrera | 1954 - 1957                   |
| Mayor de artillería                | José Fausto Agüero              | 1957 - 1959                   |
| Capitán de infantería              | Carlos Villanueva Doblado       | 1959 - 1960 (Interino)        |
| Teniente coronel de infantería     | Roberto Palma Gálvez            | 1960 - 1961                   |
| Teniente coronel de infantería DEM | Efraín Lisandro Muñoz           | 1961 - 1971                   |
| Coronel de infantería              | Cecilio Castro B.               | 1971 - 1972                   |
| Coronel de infantería DEM          | Carlos Villanueva Doblado       | 1972 - 1974 (Segunda ocasión) |
| Teniente coronel de infantería DEM | Mario Leonel Fonseca López      | 1975 - 1976                   |
| Teniente coronel de infantería DEM | Isidro Tapia Martínez           | 1976 - 1977                   |
| Coronel de infantería DEM          | Efraín L. González Muñoz        | 1978 - 1980                   |
| Coronel de infantería DEM          | Marco Antonio Rosales Abella    | 1981 - 1982                   |
| Coronel de artillería DEM          | Lufti Anuar Azzad Matute        | 1983 - 1986                   |
| Coronel de artillería DEM          | Reynaldo Andino Flores          | 1987 - 1988                   |
| Coronel de artillería DEM          | Claudio A. Laínez Cuello        | 1988 - 1989                   |
| Coronel de infantería DEM          | Álvaro A. Romero Salgado        | 1989 - 1990                   |
| Coronel de infantería DEM          | Roberto Lázarus Lozano          | 1990 - 1991                   |
| Coronel de infantería DEM          | José Martínez Amador            | 1991 - 1993                   |
| Coronel de infantería DEM          | José Martínez Sánchez           | 1993 - 1994                   |
| Coronel de infantería DEM          | Marco Antonio Bonilla Reyes     | 1994 - 1995                   |
| Coronel de infantería DEM          | Manuel de Jesús Luna Gutiérrez  | 1995 - 1996                   |
| Coronel de infantería DEM          | Héctor Leonel Pavón López       | 1997 - 1998                   |
| Coronel de infantería DEM          | Mario David Villanueva Reyes    | 1998 - 1999                   |
| Coronel de artillería DEM          | Nelson Willys Mejía Mejía       | 2000 - 2001                   |
| Coronel de artillería DEM          | Humberto Cabrera Rodríguez      | 2001 - 2002                   |
| Coronel de artillería DEM          | Víctor Manuel Vega Flores       | 2002 - 2003                   |
| Coronel de infantería DEM          | Carlos Alberto Espinoza Urquía  | 2004 - 2005                   |
| Coronel de infantería DEM          | Wilfredo Efraín Oliva Osorto    | 2005 - 2006                   |
| Coronel de infantería DEM          | Concepción Jiménez Gutiérrez    | 2006 - 2007                   |
| Coronel de artillería DEM          | Fredy Santiago Díaz Zelaya      | 2007 - 2008                   |
| Coronel de infantería DEM          | Julián Pacheco Tinoco           | 2008 - 2009                   |
| Coronel de infantería DEM          | Andrés Felipe Díaz López        | 2009 - 2010                   |
| Coronel de infantería DEM          | Francisco Isaías Álvarez Urbina | 2010 - 2011                   |
| Coronel de ingeniería DEM          | René Orlando Ponce Fonseca      | 2012 – 2013                   |
| Coronel de caballería DEM          | Porfirio Antonio Moreno Zavala  | 2013 – 2014                   |
| Coronel de Infantería DEM          | Tito Livio Moreno Coello        | 2014 – 2015                   |
| Coronel de Infantería DEM          | Manuel de Jesús Aguilera        | 2015 – 2017                   |
| Coronel de Infantería DEM          | Mario Arnoldo Bueso Caballero   | 2017 – 2018                   |
| Coronel de Infantería DEM          | Walter Iran Amador Lacayo       | 2018 – 2019                   |
| Coronel de Infantería DEM          | Dagoberto Moncada Zelaya        | 2019 – 2020                   |
| Coronel de Caballería DEM          | José Amenofis Murrillo Aguilar  | 2019 – Actual                 |

## Graduados de la academia militar
Algunos egresados de la importante escuela militar:
Promoción I
- Erin O´Connor Bain
- Guillermo Thumam Cordón
- Isidro Tapia Martínez
- José Mario Maldonado Muñoz
- Juan Ángel Arias Rodríguez
- Mario Leonel Fonseca López

Promoción III
- Hubert Boden Cáceres
- Leonidas Torres Arias
- Marco Antonio Rosales Abella

Promoción IV
- Astor G. Fiallos G.
- Frank Ramírez Matheu

Promoción V
- Lutfi Anuar Azzad Matute

Promoción VI
- Álvaro Antonio Romero Salgado
- Arnulfo Cantarero López
- Claudio Alfredo Laínez Coello
- Guillermo Paredes Hernández
- Héctor René Fonseca López
- Luis Alonso Discua Elvir
- Reinaldo Andino Flores

Promoción VII
- Pompeyo Bonilla Reyes

Promoción VIII
- José Francisco Bustillo Murcia
- Mario Raúl Hung Pacheco

Promoción IX
- José Luis Núñez Bennett
- Roberto Lazarus Lozano

Promoción X
- Alfonso Tarso de León Maldonado Guatemala
- José Guadalupe Martínez Sánchez
- José Martínez Amador
- Mario Antonio Ardón Aguilar  Guatemala

Promoción XII
- Francisco Javier Lima Bueso
- Julián Arístides González Irías
- Marco Antonio Bonilla Reyes
- Manuel de Jesús Luna Gutiérrez
- Wilfredo Urtecho Jeamborde

Promoción XIII
- Gustavo Urquía Bautista
- Rodolfo Eugenio Interiano Portillo
- Wilfredo Leiva Cabrera

Promoción XIV
- Héctor Leonel Pavón López
- Joaquín Sosa Batres  Guatemala
- Rubén Aurelio Bulgin Robinson  Panamá
- Saturnino Flores Checa  Panamá

Promoción XV
- Humberto Cabrera Rodríguez
- Mario David Villanueva Reyes
- Nelson Willy Mejía Mejía
- Romeo Orlando Vásquez Velásquez
- Víctor Manuel Vega Flores

Promoción XVI
- Carlos Cerezo Cárdenas  Panamá

Promoción XVII
- Carlos Adolfo Mancilla Méndez  Guatemala
- Carlos Alberto Espinoza Urquía
- Concepción Jiménez Gutiérrez
- René Arnoldo Osorio Canales
- Wilfredo Efraín Oliva Osorto

Promoción XVIII
- Evidelio Quiel Peralta  Panamá
- Jorge Iván Rivera M.  Guatemala
- Alciblades Rodríguez de la Cruz  Panamá
- Sergio Espinoza Mojíca  Panamá
- Andrés Felipe Díaz López
- Fernando Ochoa Maas  Guatemala
- Fredy Santiago Díaz Zelaya
- Julián Pacheco Tinoco
- Pablo Emilio Valle Leoni  Guatemala

Promoción XIX
- Aguilar Medina
- René Bueso Hepburn
- Manuel A. Urbina Medina
- Jorge Cadillo Velásquez
- Froylan Cristales  Guatemala

Promoción XX
- Carlos R. Discua Villatoro
- Gustavo A. Paz Escalante
- Juan C. Gómez García
- Carlos M. Toledo Robles  Guatemala
- Eladio Maxia Roquel  Guatemala

Promoción XXI
- Raynel Enrique Funes Ponce
- Gustavo Adolfo Madrid Ponce
- Jorge Fuentes Hernández
- Germán Antonio Alfaro Escalante
- Oscar Efraín Jovel Pavón
- Edgard Wilfredo Caballero Espinoza
- Selman David Arriaga Orellana
- Héctor Rubén Padilla Cerna
- René Orlando Ponce Fonseca
- Pedro Guillen Ríos
- José Cristóbal Padilla Pagoada
- Fredy Alejandro Franco Cruz
- García Guifarro
- Ronald E. Maradiaga Chinchilla
- René A. Moya Rosales
- Olman L. Elvir Gonzáles
- Miguel A. Larios Gonzáles
- José S. Reyes Soto
- Erick E. Escobedo Ayala  Guatemala
- Isaac Bedoya Castañeda  Panamá
- Abdiel A. García Berrios  Panamá